# Horacio Zeballos
Horacio Zeballos (ur. 27 kwietnia 1985 w Mar del Plata) – argentyński tenisista, reprezentant kraju w Pucharze Davisa, lider rankingu ATP deblistów, olimpijczyk z Tokio (2020).

## Kariera tenisowa
Karierę tenisową Zeballos rozpoczął w 2003 roku. W grze pojedynczej ma w swoim dorobku tytuły z serii ATP Challenger Tour. W rozgrywkach z cyklu ATP Tour Argentyńczyk wygrał jeden turniej, w lutym 2013 roku w Viña del Mar. W spotkaniu o tytuł pokonał 6:7(2), 7:6(6), 6:4 Rafaela Nadala. Jesienią 2009 roku Zeballos dotarł także do finału w Petersburgu, jednak decydujący mecz przegrał z Serhijem Stachowskim.
W deblu Zeballos wygrał dwadzieścia cztery turnieje ATP Tour z czterdziestu pięciu rozegranych finałów. We wrześniu 2019 został finalistą US Open wspólnie z Marcelem Granollersem. W lipcu 2021 i 2023 roku razem z Granollersem awansowali do finałów Wimbledonu.
W maju 2010 roku Zeballos był w składzie zespołu Argentyny, który wygrał drużynowy puchar świata. W finale jego drużyna pokonała USA 2:1, a Zeballos zdobył punkt, wygrywając singlowy pojedynek z Robbym Gineprim. Od 2010 roku reprezentuje Argentynę w Pucharze Davisa.
Od marca 2010 roku reprezentant Argentyny w Pucharze Davisa.
Olimpijczyk z Tokio (2020), gdzie odpadł w pierwszych rundach debla i miksta.
W rankingu gry pojedynczej Zeballos najwyżej był na 39. miejscu (4 marca 2013), a w klasyfikacji gry podwójnej na 1. pozycji (6 maja 2024).

### Finały w turniejach ATP Tour
| Legenda                                      |
| -------------------------------------------- |
| Wielki Szlem                                 |
| Igrzyska olimpijskie                         |
| Tennis Masters Cup / ATP Finals              |
| ATP Masters Series / ATP Tour Masters 1000   |
| ATP International Series Gold / ATP Tour 500 |
| ATP International Series / ATP Tour 250      |

#### Gra pojedyncza (1–1)
| Końcowy wynik | Nr | Data             | Turniej      | Nawierzchnia  | Przeciwnik        | Wynik finału        |
| ------------- | -- | ---------------- | ------------ | ------------- | ----------------- | ------------------- |
| Finalista     | 1. | 1 listopada 2009 | Petersburg   | Twarda (hala) | Serhij Stachowski | 6:2, 6:7(8), 6:7(7) |
| Zwycięzca     | 1. | 10 lutego 2013   | Viña del Mar | Ceglana       | Rafael Nadal      | 6:7(2), 7:6(6), 6:4 |

#### Gra podwójna (24–21)
| Końcowy wynik | Nr  | Data                 | Turniej            | Nawierzchnia  | Partner           | Przeciwnicy                          | Wynik finału          |
| ------------- | --- | -------------------- | ------------------ | ------------- | ----------------- | ------------------------------------ | --------------------- |
| Finalista     | 1.  | 7 lutego 2010        | Santiago           | Ceglana       | Potito Starace    | Łukasz Kubot Oliver Marach           | 4:6, 0:6              |
| Zwycięzca     | 1.  | 21 lutego 2010       | Buenos Aires       | Ceglana       | Sebastián Prieto  | Simon Greul Peter Luczak             | 7:6(4), 6:3           |
| Zwycięzca     | 2.  | 1 maja 2011          | Monachium          | Ceglana       | Simone Bolelli    | Andreas Beck Christopher Kas         | 7:6(3), 6:4           |
| Finalista     | 2.  | 29 września 2013     | Kuala Lumpur       | Twarda (hala) | Pablo Cuevas      | Eric Butorac Raven Klaasen           | 2:6, 4:6              |
| Finalista     | 3.  | 16 lutego 2014       | Buenos Aires       | Ceglana       | Pablo Cuevas      | Marcel Granollers Marc López         | 5:7, 4:6              |
| Zwycięzca     | 3.  | 27 lutego 2016       | São Paulo          | Ceglana       | Julio Peralta     | Pablo Carreño-Busta David Marrero    | 4:6, 6:1, 10–5        |
| Zwycięzca     | 4.  | 24 lipca 2016        | Gstaad             | Ceglana       | Julio Peralta     | Mate Pavić Michael Venus             | 7:6(2), 6:2           |
| Zwycięzca     | 5.  | 7 sierpnia 2016      | Atlanta            | Twarda        | Andrés Molteni    | Johan Brunström Andreas Siljeström   | 7:6(2), 6:4           |
| Zwycięzca     | 6.  | 25 września 2016     | Metz               | Twarda (hala) | Julio Peralta     | Mate Pavić Michael Venus             | 6:3, 7:6(4)           |
| Finalista     | 4.  | 12 lutego 2017       | Quito              | Ceglana       | Julio Peralta     | James Cerretani Philipp Oswald       | 3:6, 1:2 krecz        |
| Zwycięzca     | 7.  | 16 kwietnia 2017     | Houston            | Ceglana       | Julio Peralta     | Dustin Brown Frances Tiafoe          | 4:6, 7:5, 10–6        |
| Finalista     | 5.  | 25 sierpnia 2017     | Winston-Salem      | Twarda        | Julio Peralta     | Jean-Julien Rojer Horia Tecău        | 3:6, 4:6              |
| Finalista     | 6.  | 24 września 2017     | Petersburg         | Twarda (hala) | Julio Peralta     | Roman Jebavý Matwé Middelkoop        | 4:6, 4:6              |
| Finalista     | 7.  | 7 stycznia 2018      | Brisbane           | Twarda        | Leonardo Mayer    | Henri Kontinen John Peers            | 6:3, 3:6, 2–10        |
| Zwycięzca     | 8.  | 18 lutego 2018       | Buenos Aires       | Ceglana       | Andrés Molteni    | Juan Sebastián Cabal Robert Farah    | 6:3, 5:7, 10–3        |
| Zwycięzca     | 9.  | 22 lipca 2018        | Båstad             | Ceglana       | Julio Peralta     | Simone Bolelli Fabio Fognini         | 6:3, 6:4              |
| Zwycięzca     | 10. | 29 lipca 2018        | Hamburg            | Ceglana       | Julio Peralta     | Oliver Marach Mate Pavić             | 6:1, 4:6, 10–6        |
| Finalista     | 8.  | 10 lutego 2019       | Córdoba            | Ceglana       | Máximo González   | Roman Jebavý Andrés Molteni          | 4:6, 6:7(4)           |
| Zwycięzca     | 11. | 17 lutego 2019       | Buenos Aires       | Ceglana       | Máximo González   | Diego Schwartzman Dominic Thiem      | 6:1, 6:1              |
| Zwycięzca     | 12. | 18 marca 2019        | Indian Wells       | Twarda        | Nikola Mektić     | Łukasz Kubot Marcelo Melo            | 4:6, 6:4, 10–3        |
| Finalista     | 9.  | 28 czerwca 2019      | Eastbourne         | Trawiasta     | Máximo González   | Juan Sebastián Cabal Robert Farah    | 6:3, 6:7(4), 6–10     |
| Finalista     | 10. | 21 lipca 2019        | Båstad             | Ceglana       | Federico Delbonis | Sander Gillé Joran Vliegen           | 7:6(5), 5:7, 5–10     |
| Zwycięzca     | 13. | 11 sierpnia 2019     | Montreal           | Twarda        | Marcel Granollers | Robin Haase Wesley Koolhof           | 7:5, 7:5              |
| Finalista     | 11. | 6 września 2019      | US Open, Nowy Jork | Twarda        | Marcel Granollers | Juan Sebastián Cabal Robert Farah    | 4:6, 5:7              |
| Zwycięzca     | 14. | 16 lutego 2020       | Buenos Aires       | Ceglana       | Marcel Granollers | Guillermo Durán Juan Ignacio Londero | 6:4, 5:7, 18–16       |
| Zwycięzca     | 15. | 23 lutego 2020       | Rio de Janerio     | Ceglana       | Marcel Granollers | Salvatore Caruso Federico Gaio       | 6:4, 5:7, 10–7        |
| Finalista     | 12. | 13 września 2020     | Kitzbühel          | Ceglana       | Marcel Granollers | Austin Krajicek Franko Škugor        | 6:7(5), 5:7           |
| Zwycięzca     | 16. | 20 września 2020     | Rzym               | Ceglana       | Marcel Granollers | Jérémy Chardy Fabrice Martin         | 6:4, 5:7, 10–8        |
| Finalista     | 13. | 20 marca 2021        | Acapulco           | Twarda        | Marcel Granollers | Ken Skupski Neal Skupski             | 6:7(3), 4:6           |
| Zwycięzca     | 17. | 9 maja 2021          | Madryt             | Ceglana       | Marcel Granollers | Nikola Mektić Mate Pavić             | 1:6, 6:3, 10–8        |
| Finalista     | 14. | 10 lipca 2021        | Wimbledon, Londyn  | Trawiasta     | Marcel Granollers | Nikola Mektić Mate Pavić             | 4:6, 6:7(5), 6:2, 5:7 |
| Zwycięzca     | 18. | 22 sierpnia 2021     | Cincinnati         | Twarda        | Marcel Granollers | Steve Johnson Austin Krajicek        | 7:6(5), 7:6(5)        |
| Finalista     | 15. | 13 lutego 2022       | Buenos Aires       | Ceglana       | Fabio Fognini     | Santiago González Andrés Molteni     | 1:6, 1:6              |
| Zwycięzca     | 19. | 19 czerwca 2022      | Halle              | Trawiasta     | Marcel Granollers | Tim Pütz Michael Venus               | 6:4, 6:7(5), 14–12    |
| Finalista     | 16. | 27 maja 2023         | Genewa             | Ceglana       | Marcel Granollers | Jamie Murray Michael Venus           | 6:7(6), 6:7(3)        |
| Finalista     | 17. | 15 lipca 2023        | Wimbledon, Londyn  | Trawiasta     | Marcel Granollers | Wesley Koolhof Neal Skupski          | 4:6, 4:6              |
| Zwycięzca     | 20. | 15 października 2023 | Szanghaj           | Twarda        | Marcel Granollers | Rohan Bopanna Matthew Ebden          | 5:7, 6:2, 10–7        |
| Finalista     | 18. | 19 listopada 2023    | Turyn              | Twarda (hala) | Marcel Granollers | Rajeev Ram Joe Salisbury             | 3:6, 4:6              |
| Finalista     | 19. | 13 stycznia 2024     | Auckland           | Twarda        | Marcel Granollers | Wesley Koolhof Nikola Mektić         | 3:6, 7:6(5), 7–10     |
| Finalista     | 20. | 18 lutego 2024       | Buenos Aires       | Ceglana       | Marcel Granollers | Simone Bolelli Andrea Vavassori      | 2:6, 6:7(6)           |
| Finalista     | 21. | 17 marca 2024        | Indian Wells       | Twarda        | Marcel Granollers | Wesley Koolhof Nikola Mektić         | 6:7(2), 6:7(4)        |
| Zwycięzca     | 21. | 19 maja 2024         | Rzym               | Ceglana       | Marcel Granollers | Marcelo Arévalo Mate Pavić           | 6:2, 6:2              |
| Zwycięzca     | 22. | 12 sierpnia 2024     | Montreal           | Twarda        | Marcel Granollers | Rajeev Ram Joe Salisbury             | 6:2, 7:6(4)           |
| Zwycięzca     | 23. | 6 kwietnia 2025      | Bukareszt          | Ceglana       | Marcel Granollers | Jakob Schnaitter Mark Wallner        | 7:6(3), 6:4           |
| Zwycięzca     | 24. | 3 maja 2025          | Madryt             | Ceglana       | Marcel Granollers | Marcelo Arévalo Mate Pavić           | 6:4, 6:4              |